# Anys d'aprenentatge itinerant

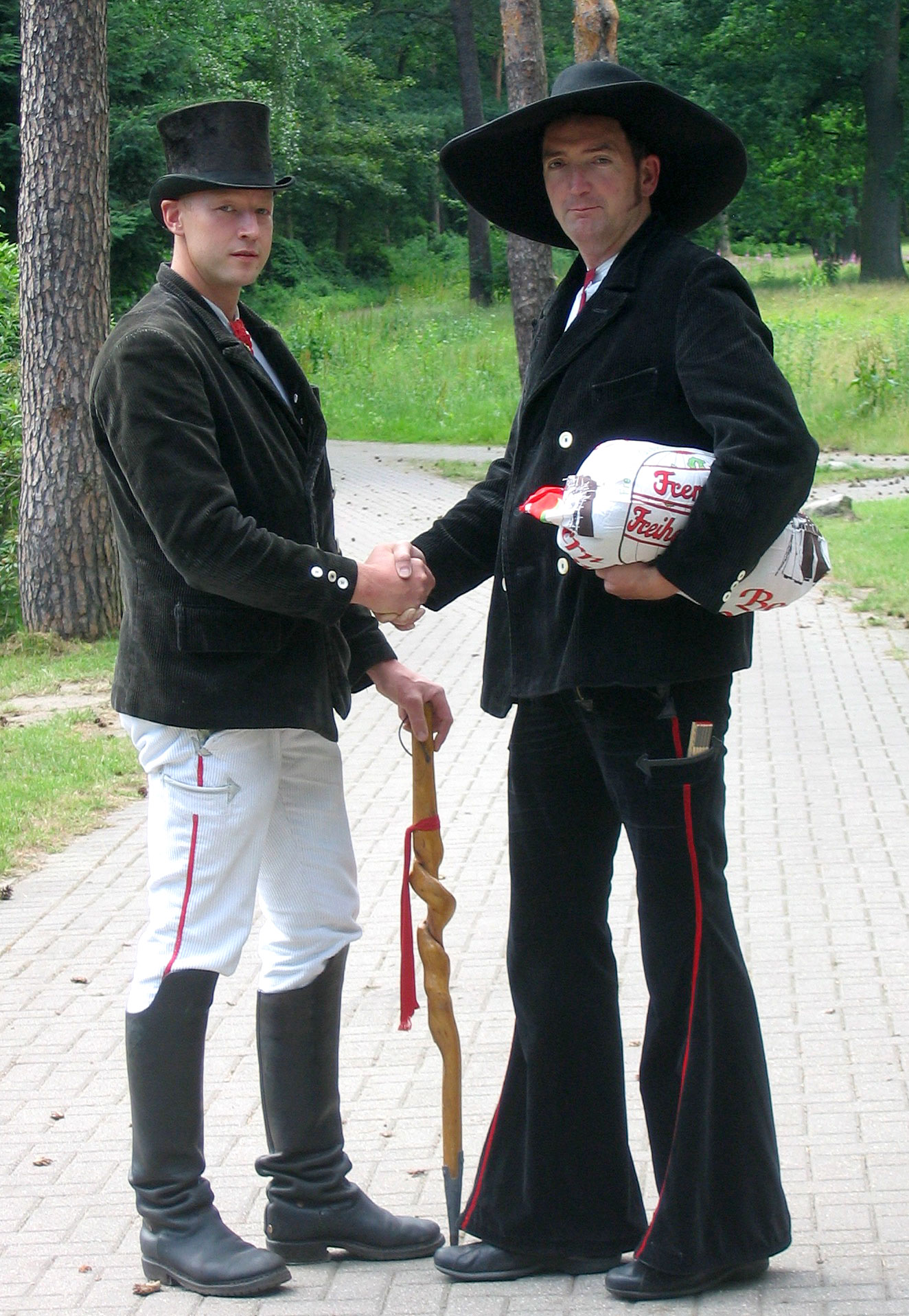
Aprenent de fuster alemany en l'any itinerant amb el vestit tradicional (es pot apreciar el metre a la butxaca lateral)

Els anys d'aprenentatge itinerant són el període de mobilitat que els professionals pertanyents a diferents gremis a l'Europa Central de l'alta edat mitjana i fins a la Industrialització van realitzar després del seu temps d'aprenentatge i abans de poder examinar com a mestres del seu ofici. Durant els anys d'aprenentatge itinerant havien de conèixer noves formes i tècniques de treball, nous llocs, regions i països i adquirir experiència de vida. La història dels anys d'aprenentatge itinerant forma part de la història de l'artesania i de la indústria així com de la investigació de les migracions i fins ara ha estat només parcialment reconstruïda.

## Nota
1. ↑  Robert Deam Tobin. Doctor's orders: Goethe and Enlightenment thought.  Bucknell University Press, 2001, p. 198–. ISBN 9780838754665.